# Šume mediteransko-litoralnog pojasa Hrvatske
Mediteransko-litoralni pojas je dio Mediteranske regije u fitogeografskoj raspodjeli Hrvatske koji obuhvaća veći dio otoka, uski priobalni pojas, te srednju i južnu Dalmaciju.
Za to područje karakteristične su vazdazelene šume hrasta crnike (Quercus ilex) i šume alepskog i crnog dalmatinskog bora (Pinus halepensis i Pinus nigra subsp. dalmatica) koje su razvijene u stenomediteranskoj i eumediteranskoj zoni. U priobalnom pojasu u kojem se mogu javljati kratkotrajni mrazevi ili je pod jakim utjecajem bure razvijaju se šume hrasta medunca (Quercus pubescens) koje pripadaju submediteranskoj zoni. Stenomediteranska i eumediteranska zona obuhvaćaju najtoplija područja Jadranske obale. Temperatura je barem 50 tjedana kroz godinu iznad 5oC. Zime su blage i kišovite, a ljeta suha i vruća. Submediteranska zona razlikuje se većom količinom padalina u zimskim mjesecima i znatno nižom temperaturom, zbog koje je vegetacija listopadna. Slično eumediteranskoj zoni, i ovdje su ljeta suha i vruća.
U Sredozemlju ljudi žive već nekoliko tisuća godina, tu su se razvile i velike civilizacije antičke Grčke i Rima. Posljedice toliko duge ljudske djelatnosti vidljive su i na vegetaciji. Šume su stoljećima krčene kako bi se dobile oranice, pašnjaci, livade, prostor za sela i gradove. Zbog toga je šumska vegetacija opstala na vrlo malim površinama i najčešće nema znatan udio u ukupnoj vegetaciji. Znatno su češće makije (guste i niske šume panjače), garizi (prorijeđene svijetle šikare), kamenjari i kamenjarski pašnjaci, te male rascjepkane obradive površine. Proces kojim šumska vegetacija prelazi u razne degradacijske tipove vegetacije (makiju, garige, kamenjare) djelovanjem čovjeka naziva se regresivna sukcesija.

## Šume alepskog bora (stenomediteranska zona)
Stenomediteranska zona obuhvaća najveći dio jadranskih otoka južno od Kornata, a na kopnu područje južnije od Splita. Najljepše šume alepskog bora nalaze se na otoku Mljetu, te u Makarskom primorju, zatim na Pelješcu, Hvaru, Korčuli i Lastovu.
Alepski bor je pionirska vrsta drveta koja može rasti u tlima s vrlo malo vode i dubokim svega nekoliko centimetara. Njegove sjemenke su vrlo lagane, imaju krilca, te se vrlo lako raznose vjetrom. Na taj način alepski bor može lako zaposjedati otvorene prostore. Područja na kojima raste često nalikuju na gole kamenite pustinje. Male količine tla skupljaju se u pukotinama stijena i ispod kamenite površine i one su dostatne da omoguće razvoj alepskog bora.
Uz alepski bor, u sastojinama mogu rasti i divlja maslina (Olea oleaster), rogač (Ceratonia siliqua), tršlja (Pistacia lentiscus), mirta (Myrtus communis), crvena tetivika (Smilax aspera), smrič (Juniperus oxycedrus i J. macrocarpa), oštrolisna šparoga (Asparagus acutifolius) i dr.
Budući da je alepski bor vrlo skromnih zahtjeva, često se koristi za pošumljavanje ogoljelih površina, tako da je proširen i na područje sjevernog Jadrana. Problem na takvim pošumljenim površinama su česti požari zbog velike količine lako zapaljive smole koju taj bor sadrži.

## Šume hrasta crnike (eumediteranska zona)
Šume hrasta crnike zauzimaju uski obalni pojas Hrvatskog primorja, od južne i jugozapadne obale Istre, preko Lošinja, južnih dijelova Cresa, Raba i Paga, i kopnom od Zadra do Prevlake, te većinu južnojadranskih otoka. U sjevernom dijelu uz hrast crniku raste i crni jasen (Fraxinus ornus), koji južno od Splita počinje izostajati.
Šuma hrasta crnike je najstabilniji ekosustava Sredozemlja. Biljne vrste koje ga grade dobro su prilagođene na sušne uvjete. Imaju čvrsto kožasto lišće koje je često presvučeno tankom voštanom prevlakom, ima višeslojnu epidermu, sitne uvučene puči, a često i dlačice koje dodatno usporavaju hlapljenje vode. U prirodnom stanju takve šume su vrlo guste, tamne, sa specifičnom mikroklimom koja je vlažnija i hladnija od mikroklime otvorenih prostora. Zbog tame uzrokovane gustim sklopom krošanja, a koja je trajna jer je šuma vazdazelena, sloj prizemnog raslinja je vrlo slabo razvijen, a nema niti proljetnica.
Ovaj tip šume, za razliku od šuma alepskog bora, razvija se na dubljim tlima, najčešće mediteranskim crvenicama, ali i drugim tipovima tla. Temperature su nešto niže, a količina padalina veća, s nešto povoljnijim rasporedom ljeti. Životni vijek ove šume vrlo je dug i ona značajno utječe na klimu, hidrološke prilike, stvaranje tla i sprečavanje erozije.
Uz hrast crniku ili česminu (Quercus ilex), čest je i crni jasen (Fraxinus ornus), osobito u sjevernijem području, zatim zelenika (Phillyrea latifolia), smrdljika (Pistacia terebinthus), mirta (Myrtus communis), planika (Arbutus unedo), lovor (Laurus nobilis), veliki vrijes (Erica arborea), kozokrvine (Caprifoliaceae) vrsta Lonicera implexa i L. etrusca i dr. Zbog male količine svjetla u prizemnom sloju, u ovim šumama raste razmjerno velik broj vrsta povijuša koje penjanjem uz drveće dolaze do svjetla. To su npr. bljušt (Tamus communis), tetivika (Smilax aspera), zimzeleni broć (Rubia peregrina) i oštrolisna šparoga (Asparagus acutifolius). Prisutnost velikog broja povijuša čini ovaj tip šuma teško prohodnim. Ako je sklop drveća prorijeđen, može se razviti i prizemni sloj, u kojem su najčešće vrste uskolisna veprina (Ruscus aculeatus) i primorska ciklama (Cyclamen repandum).
Zbog stoljetnog utjecaja čovjeka, šume hrasta crnike do danas su očuvane na vrlo malim površinama. Najljepše sastojine očuvane su na Mljetu, Rabu (šuma Dundo) i na Brijunima. Najvećim dijelom prevedene su u degradacijske stadije makije, gariga i kamenjara.
Makija je degradacijski stadij crnikove šume koji je po postanku panjača, tj. razvija se iz panjeva posječenih stabala hrasta crnike. Kako iz pojedinog panja izraste najčešće više izdanaka, oni ne dosižu visinu stabala, a sklop je vrlo gust. U makiji nije izražena slojevitost, visoka je do nekoliko metara i u njoj prevladavaju grmoliki oblici crnike, planike, zelenike i drugih vrsta. Zbog gustog sklopa i velikog broja povijuša gotovo je neprohodna. Po sastavu vrsta ne razlikuje se bitno od crnikove šume, no po vrijednosti, izgledu i strukturi razlikuje se bitno.
Sljedeći degradacijski stadij nakon makije je garig. Nastaje čestim sječama makije, ispašom i sličnim negativnim utjecajima. Garizi su prorijeđene šikare u kojima zbog veće količine svjetla rastu druge vrste u odnosu na crnikovu šumu i makiju. Kako je vegetacijski pokrov rijedak, znatno je veća i erozija tla. Nestanak tla znatno usporava zaraštavanje gariga, odnosno sukcesiju prema crnikovoj šumi. U garizima rastu termofilne (toploljubive) i heliofilne (svjetloljubive) vrste, kao što su crveni bušin (Cistus incanus), kretski bušin (C. creticus), bijeli bušin (C. salviifolius), ljepljivi bušin (C. monspeliensis), drvenasti vrijes (Erica arborea), brnistra (Spartium junceum), hlapinik (Calicotome villosa), ružmarin (Rosmarinus officinalis) i mnoge druge. Mnoge vrste koje rastu u garizima vrlo su aromatične zbog velike količine eteričnih ulja. Velika suhoća, gust sklop nekih tipova gariga i velika količina eteričnih ulja razlog su čestih požara u ovom tipu vegetacije.
Krajnji degradacijski stadij na području crnikove šume je kamenjara. Nastaje zbog snažne erozije nakon uništenja šuma, utjecaja vjetrova, ljetne suše, intenzivne ispaše i požara. Velike kamenjarske površine razvijene su na otoku Pagu, Kornatima, Golom otoku i na mnogim drugim mjestima. Tlo na kojem se razvija izuzetno je plitko i skeletno, s mnogo pokretnog i nepokretnog kamenja. Čine ga mediteranske crvenice ili smeđa karbonatna tla. Kamenjare se koriste kao pašnjaci. Prestankom ispaše zaraštavaju u šibljake u kojima se s godinama sve učestalije počinju pojavljivati drvenaste vrste. Vrste koje rastu na kamenjarama također imaju veliku količinu eteričnih ulja, često su prekrivene dlakama, ljepljive su i imaju trnove kako bi se obranile od životinja koje ih pasu i brste. Najčešće vrste u kamenjarama su ljekovita kadulja (Salvia officinalis), sredozemno smilje (Helichrysum italicum), mekinjak (Drypis spinosa), bijeli dubačac (Teucrium polium), primorski vrisak (Satureja montana), kovilje (Stipa eriocaulis) i dr.
Za duge ljetne suše dolazi do gotovo potpunog prekida vegetacije. Kamenjare ponovno oživljavaju nakon prvih jesenjih kiša. Kako su zime blage, život se odvija i zimi, a vrlo intenzivno nastavlja u proljeće, kada mnoge površine kamenjara izgledaju poput cvjetne livade. Vrstama su bogatije submediteranske kamenjare, na kojima ima više tla. Kamenjare su značajne za pčelarstvo jer su mnoge vrste, poput kadulje i primorskog vrijeska, medonosne biljke.

## Šume bijelog graba i hrasta medunca (submediteranska zona)
Listopadne šume i šikare bijeloga graba i hrasta medunca čine najznačajniju klimazonalnu zajednicu priobalnog pojasa sjevernog Hrvatskog primorja, većeg dijela Istre (krški dio Istre), otoka Krka, Cresa, sjevernog dijela Ravnih kotara i dijela Dalmacije. Visinski dopiru podno grebena Dinarida. Mjestimice uz tokove rijeka i na mjestima gdje reljef to dozvoljava, prodiru i u unutrašnjost kopna. To je npr. slučaj u jednom dijelu Like, uz Neretvu i drugdje. U visinskoj zonaciji ovaj tip šuma razvija se iznad crnikovih šuma na 400 metara nadmorske visine, a u obalnom dijelu može se naći i na visini od 900 metara. Razvijaju se na smeđim karbonatnim tlima, crvenici i posmeđenoj crvenici, u uvjetima umjereno tople i perhumidne klime. Temperature su, dakle, niže, a količine padalina veće nego u zoni crnikovih šuma. Velike površine razvijene su u obliku različitih degradacijskih stadija zbog stoljetnog iskorištavanja ovih šuma za ogrjev ili dobivanje pašnjačkih površina. U novije doba, na velikim, nekad degradiranim površinama, vidljiv je progresivni razvoj vegetacije u pravcu šikare te, konačno, prave šume, zbog napuštanja stočarstva i prestanka korištenja drva kao glavnog ogrijevnog sredstva.
Od drvenastih vrsta najznačajnije su bijeli grab (Carpinus orientalis), hrast medunac (Quercus pubescens), kojeg prema jugu smjenjuje hrast dub (Quercus virgiliana), zatim crni jasen (Fraxinus ornus), maklen (Acer monspessulanum), cer (Quercus cerris), te lokalno oko Karlobaga judić (Cercis siliquastrum).
U sloju grmlja česte su vrste grmoliki grašar (Coronilla emeroides), rujevina (Cotinus coggygria), drača (Paliurus spina-christi), pucalina (Colutea arborescens), rašeljka (Prunus mahaleb), drijen (Cornus mas), trnina (Prunus spinosa), obična pavitina (Clematis vitalba), brijestolisna kupina (Rubus ulmifolius) i dr.
U prizemnom sloju može se naći jasenak (Dictamnus albus), pčelinja ljubica (Melittis melissophyllum), crvena djetelina (Trifolium rubens), lastavičnjak (Cynanchum adriaticum), primorski vrisak (Satureja montana), bodljikava veprina (Ruscus aculeatus), jesenska šašika (Sesleria autumnalis), oštrolisna šparoga (Asparagus acutifolius), tankolisna šparoga (Asparagus tenuifolius), crvena iglica (Geranium sanguineum) i mnoge druge.
Kako je već spomenuto, jugoistočno od Zrmanje hrast medunac se počinje postupno zamjenjivati hrastom dubom. Dub je kserotermniji od medunca (podnosi veću sušu) i jedna je od najotpornijih listopadnih vrsta drveća. Najveće površine zauzima u nižim područjima od Drniša prema Sinju i Imotskom, dalje do Vrgorca i Metkovića, te u dubrovačkom zaleđu.
Najrašireniji degradacijski stadij šuma bijelog graba i hrasta medunca je dračik ili trnjak drače (Paliurus spina-christi). Najveće sastojine ove zajednice nalaze se na južnim padinama Velebita, na području Bukovice, Istre, te sjevernog, srednjeg i južnog primorja. To je vrlo degradirani tip vegetacije u kojem je najčešće degradirano i tlo, koje je plitko i siromašno. Razlog takvoj degradaciji vegetacije i tla uglavnom je prevelika ispaša. Manje degradirane površine, pored drače, u svom sastavu imaju i niz drugih drvenastih vrsta, kao što su bijeli grab, crni jasen, pucalina, grmoliki grašar, smrdljika, mogranj (Punica granatum), srednja krkavina (Rhamnus intermedia) i dr. Zbog napuštanja tradicionalnog oblika korištenja (paša i sječa), ove površine danas se nalaze u procesu progresivne sukcesije koja vodi obnovi šumske vegetacije.
U submediteranskom pojasu razvijene su također i kamenjare opisane u poglavlju o šumama crnike. O livadama ovog pojasa više u poglavlju o nešumskoj vegetaciji Hrvatske.